# Гадебуш
Гадебуш (њем. Gadebusch) град је у њемачкој савезној држави Мекленбург-Западна Померанија. Једно је од 91 општинског средишта округа Нордвестмекленбург. Према процјени из 2010. у граду је живјело 5.753 становника. Посједује регионалну шифру (AGS) 13058028.

## Географски и демографски подаци
Гадебуш се налази у савезној држави Мекленбург-Западна Померанија у округу Нордвестмекленбург. Град се налази на надморској висини од 35 метара. Површина општине износи 47,6 km². У самом граду је, према процјени из 2010. године, живјело 5.753 становника. Просјечна густина становништва износи 121 становника/km².

## Међународна сарадња
| Мјесто | Држава    | Врста сарадње | Од    |
| ------ | --------- | ------------- | ----- |
|        | Француска | партнерство   | 1994. |
| Матсе  | Аустрија  | контакт       | 1994. |
| Извор  |           |               |       |